# Dolok Margu
Dolok Margu is een bestuurslaag in het regentschap Humbang Hasundutan van de provincie Noord-Sumatra, Indonesië. Dolok Margu telt 1485 inwoners (volkstelling 2010).